# Список кратерів на Місяці, В
| А Б В Г Д Е Є Ж З І Й К Л М Н О П Р С Т У Ф Х Ц Ч Ш Ю Я |

| Кратер         | Латинська назва | Діаметр, км | Епонім                                                      | Рік затвердження МАС |
| -------------- | --------------- | ----------- | ----------------------------------------------------------- | -------------------- |
| Вавилов        | Vavilov         | 98          | Микола Вавилов (1887–1943), Сергій Вавилов (1891–1951)      | 1970                 |
| Ваєрштрасс     | Weierstrass     | 31          | Карл Веєрштрасс (1815–1897)                                 | 1976                 |
| Вайгель        | Weigel          | 35          | Ерхард Вейгель (1625–1699)                                  | 1935                 |
| Вайсс          | Weiss           | 67          | Едмунд Вайс (1837–1917)                                     | 1935                 |
| Валера         | Valera          | 0,1         | Здрібніла форма імені Валерій; кратер на шляху «Лунохода-1» | 2012                 |
| Валлах         | Wallach         | 5,7         | Отто Валлах (1847–1931)                                     | 1970                 |
| Вальє          | Valier          | 65          | Макс Вальє (1895–1930)                                      | 1970                 |
| Валтер         | Walter          | 1,3         | Німецьке чоловіче ім'я                                      | 1979                 |
| Вальтер        | Walther         | 134         | Бернгард Вальтер (1430–1504)                                | 1935                 |
| Ван-Гу         | Wan-Hoo         | 53          | Ван-Гу (XVI століття)                                       | 1970                 |
| Ван Альбада    | van Albada      | 23          | Бруно Ван Альбада (1912–1972)                               | 1976                 |
| Ван Бісбрук    | Van Biesbroeck  | 9,1         | Джордж Ван-Бісбрук (1880–1974)                              | 1970                 |
| Ван Вейк       | Van Wijk        | 31          | Уко Ван Вейк (1924–1966)                                    | 1970                 |
| Ван Влек       | Van Vleck       | 33          | Джон Ван Влек (1833–1912)                                   | 1976                 |
| Ван Гент       | Van Gent        | 44          | Гендрік Ван Гент (1900–1947)                                | 1970                 |
| Ван де Грааф   | Van de Graaff   | 240         | Роберт Джемісон Ван-де-Грааф (1901–1967)                    | 1970                 |
| Ван Ден Берг   | Van den Bergh   | 43          | Жорж Ван Ден Берг (1890–1966)                               | 1970                 |
| Ван Ден Бос    | van den Bos     | 25          | Віллем Гендрік ван ден Бос (1896–1974)                      | 1979                 |
| Ван дер Ваальс | Van der Waals   | 113         | Ян Дидерик ван дер Ваальс (1837–1923)                       | 1970                 |
| Ван Маанен     | Van Maanen      | 46          | Адріан ван Маанен (1884–1946)                               | 1970                 |
| Ван Рейн       | van Rhijn       | 46          | Пітер Йоганнес ван Рейн (1886–1960)                         | 1970                 |
| Вант-Гофф      | Van't Hoff      | 107         | Якоб Гендрік Вант-Гофф (1852–1911)                          | 1970                 |
| Ваповський     | Wapowski        | 11,5        | Бернард Ваповський (1450–1535)                              | 2009                 |
| Варгентін      | Wargentin       | 85          | Пер Вільгельм Варгентін (1717–1783)                         | 1935                 |
| Васко да Гама  | Vasco da Gama   | 94          | Васко да Гама (1469–1524)                                   | 1935                 |
| Вася           | Vasya           | 0,1         | Здрібніла форма імені Василь, кратер на шляху «Лунохода-1»  | 2012                 |
| Ватт           | Vatt            | 0,1         | Джеймс Ватт (1736—1819)                                     | 1935                 |
| Вашакідзе      | Vashakidze      | 45          | Михайло Вашакідзе (1909–1956)                               | 1970                 |
| Вебер          | Weber           | 44          | Вільгельм Едуард Вебер (1804–1891)                          | 1970                 |
| Вевелл         | Whewell         | 13,1        | Вільям Вевелл (1794—1866)                                   | 1935                 |
| Вега           | Vega            | 74          | Бартоломей Вега (1754–1802)                                 | 1935                 |
| Вегенер        | Wegener         | 96          | Альфред Лотар Вегенер (1880–1930)                           | 1970                 |
| Везалій        | Vesalius        | 65          | Андреас Везалій (1514–1564)                                 | 1970                 |
| Вейль          | Weyl            | 123         | Герман Вейль (1885–1955)                                    | 1970                 |
| Вейнек         | Weinek          | 32          | Ладислав Вейнек (1848–1913)                                 | 1935                 |
| Векслер        | Wexler          | 52          | Гаррі Векслер (1911–1962)                                   | 1970                 |
| Велер          | Wöhler          | 28          | Фрідріх Велер (1800–1882)                                   | 1935                 |
| Венделін       | Vendelinus      | 141         | Годфруа Венделін (1580–1667)                                | 1935                 |
| Венінг-Мейнес  | Vening Meinesz  | 89          | Фелікс Андріс Венінг-Мейнес (1887–1966)                     | 1970                 |
| Вентріс        | Ventris         | 101         | Майкл Вентріс (1922–1956)                                   | 1970                 |
| Віра           | Vera            | 2,3         | Жіноче ім'я                                                 | 1976                 |
| Вері           | Very            | 4,6         | Френк Вашингтон Вері (1852–1927)                            | 1973                 |
| Вернадський    | Vernadskiy      | 92          | Володимир Вернадський (1863–1945)                           | 1970                 |
| Верне          | Verne           | 1,5         | Чоловіче ім'я                                               | 1976                 |
| Вернер         | Werner          | 71          | Йоганн Вернер (1468–1528)                                   | 1935                 |
| Вертрегт       | Vertregt        | 173         | Марін Вертрегт (1897–1973)                                  | 1979                 |
| Вестін         | Vestine         | 98          | Ернест Гаррі Вестін (1906–1968)                             | 1970                 |
| Ветчинкін      | Vetchinkin      | 94          | Володимир Ветчинкін (1888–1950)                             | 1970                 |
| Вівіані        | Viviani         | 27          | Вінченцо Вівіані (1622–1703)                                | 1976                 |
| Відманштеттен  | Widmannstätten  | 53          | Алоїз фон Відманштеттен (1753–1849)                         | 1973                 |
| Вієт           | Vieta           | 87          | Франсуа Вієт (1540–1603)                                    | 1935                 |
| Вільгельм      | Wilhelm         | 101         | Вільгельм IV (1532–1592)                                    | 1935                 |
| Вільдт         | Wildt           | 12,3        | Руперт Вільдт (1905–1976)                                   | 1979                 |
| Вільєв         | Vilʹev          | 46          | Михайло Вільєв (1893–1919)                                  | 1970                 |
| Вільзінг       | Wilsing         | 67          | Йоганнес Вільзінг (1856–1943)                               | 1970                 |
| Вінер          | Wiener          | 113         | Норберт Вінер (1894–1964)                                   | 1970                 |
| Вінклер        | Winkler         | 23          | Йоганнес Вінклер (1897–1947)                                | 1970                 |
| Віртанен       | Virtanen        | 40          | Арттурі Ілмарі Віртанен (1895–1973)                         | 1979                 |
| Вірхов         | Virchow         | 18,8        | Рудольф Вірхов (1821–1902)                                  | 1979                 |
| Вітелло        | Vitello         | 43          | Еразм Цьолек Вітелло (1220–1280)                            | 1935                 |
| Вітрувій       | Vitruvius       | 31          | Марк Вітрувій Полліон (I століття до н. е.)                 | 1935                 |
| Вітя           | Vitya           | 0,2         | Здрібніла форма імені Віктор, кратер на шляху «Лунохода-1»  | 2012                 |
| Віхерт         | Wiechert        | 41          | Еміль Віхерт (1861–1928)                                    | 1970                 |
| Віхман         | Wichmann        | 9,8         | Моріц Віхман (1821–1859)                                    | 1935                 |
| Влак           | Vlacq           | 89          | Адріан Влак (1600–1667)                                     | 1935                 |
| Волков         | Volkov          | 41          | Владислав Волков (1935–1971)                                | 1973                 |
| Волластон      | Wollaston       | 9,6         | Вільям Волластон (1766–1828)                                | 1935                 |
| Вольта         | Volta           | 117         | Алессандро Вольта (1745–1827)                               | 1964                 |
| Вольтерра      | Volterra        | 55          | Віто Вольтерра (1860–1940)                                  | 1970                 |
| Вольтьєр       | Woltjer         | 44          | Ян Вольтьєр (1891–1946)                                     | 1970                 |
| Вольф          | Wolf            | 26          | Максиміліан Вольф (1863–1932)                               | 1935                 |
| Воскресенський | Voskresenskiy   | 49          | Леонід Воскресенський (1913–1965)                           | 1970                 |
| Вотсон         | Watson          | 59          | Джеймс Крейг Вотсон (1838–1880)                             | 1970                 |
| Врублевський   | Wróblewski      | 22          | Сигізмунд-Флорентин Врублевський (1845–1888)                | 1976                 |
| Вуд            | Wood            | 84          | Роберт Вільямс Вуд (1868–1955)                              | 1970                 |
| Вурцельбауер   | Wurzelbauer     | 87          | Йоганн Філіпп Вурцельбауер (1651–1725)                      | 1935                 |
| Вяйсяля        | Väisälä         | 8,1         | Ірйо Вяйсяля (1891–1971)                                    | 1973                 |